# Stary Targ
Stary Targ (Duits: Altmark in Westpreußen) is een dorp in het Poolse woiwodschap Pommeren, in het district Sztumski. De plaats maakt deel uit van de gemeente Stary Targ en telt 1000 inwoners. De sołectwo (bestuurseenheid) telt 1162 inwoners.